# Hélène Missoffe
Pour les articles homonymes, voir Missoffe.
Hélène Missoffe, née Hélène de Mitry le 15 juin 1927 dans le 9e arrondissement de Paris et morte le 22 janvier 2015 dans le 16e arrondissement, est une femme politique française. Elle est secrétaire d'État auprès du ministre de la Santé et de la Sécurité sociale dans le deuxième gouvernement de Raymond Barre, de mars 1977 à mars 1978.

## Biographie

### Jeunesse et formation
Fille du comte Emmanuel de Mitry et de Marguerite de Wendel, fille de l'industriel et homme politique François de Wendel et une des héritières de la famille de Wendel, Hélène de Mitry épouse après la Seconde Guerre mondiale François Missoffe. Elle donne naissance à huit enfants, dont la femme politique Françoise de Panafieu,. 
Après avoir participé des années 1950 aux années 1970 à plusieurs associations de parents d’élèves, Hélène Missoffe reprend ses études et obtient un diplôme de bibliothécaire d’État. 

### Carrière politique

#### Députée et conseillère de Paris
Lors des élections législatives de 1973, Hélène Missoffe est la suppléante de son mari François Missoffe dans le 24e circonscription de Paris.
Elle devient députée UDR de Paris le 26 avril 1974 après la démission de son mari, en mission prolongée pour le gouvernement en Asie. À l'Assemblée, Hélène Missoffe rejoint la commission des Affaires culturelles, familiales et sociales. Elle rapporte différents projets de loi sur la maternité, la condition féminine et le travail féminin à temps partiel. 
Initialement réticente à voter la dépénalisation de l'interruption volontaire de grossesse, elle engage sa « responsabilité personnelle » en faveur du vote de la loi Veil à l'Assemblée. Elle vote aussi la loi portant réforme du divorce en 1975.
En septembre 1976, elle est membre de la délégation française à l’Assemblée générale des Nations unies.
Au sein de l'UDR, elle devient secrétaire nationale à l'action féminine puis, en 1975, déléguée nationale chargée des affaires sociales, familiales et culturelles. Elle rejoint le RPR après sa création en 1976.
En 1977, elle est élue au Conseil de Paris dans le 17e arrondissement, mais en démissionne en 1979 pour laisser son siège à sa fille Françoise de Panafieu, qui était son assistante parlementaire.

#### Secrétaire d'État auprès du ministre de la Santé
En 1977, elle entre dans le gouvernement de Raymond Barre comme secrétaire d'État auprès du ministre de la Santé et de la Sécurité sociale, Simone Veil. Elle occupe ses fonctions jusqu'au remaniement ministériel du 31 mars 1978, consécutif aux élections législatives tenues les 12 et 19 mars précédents.

#### Députée et sénatrice

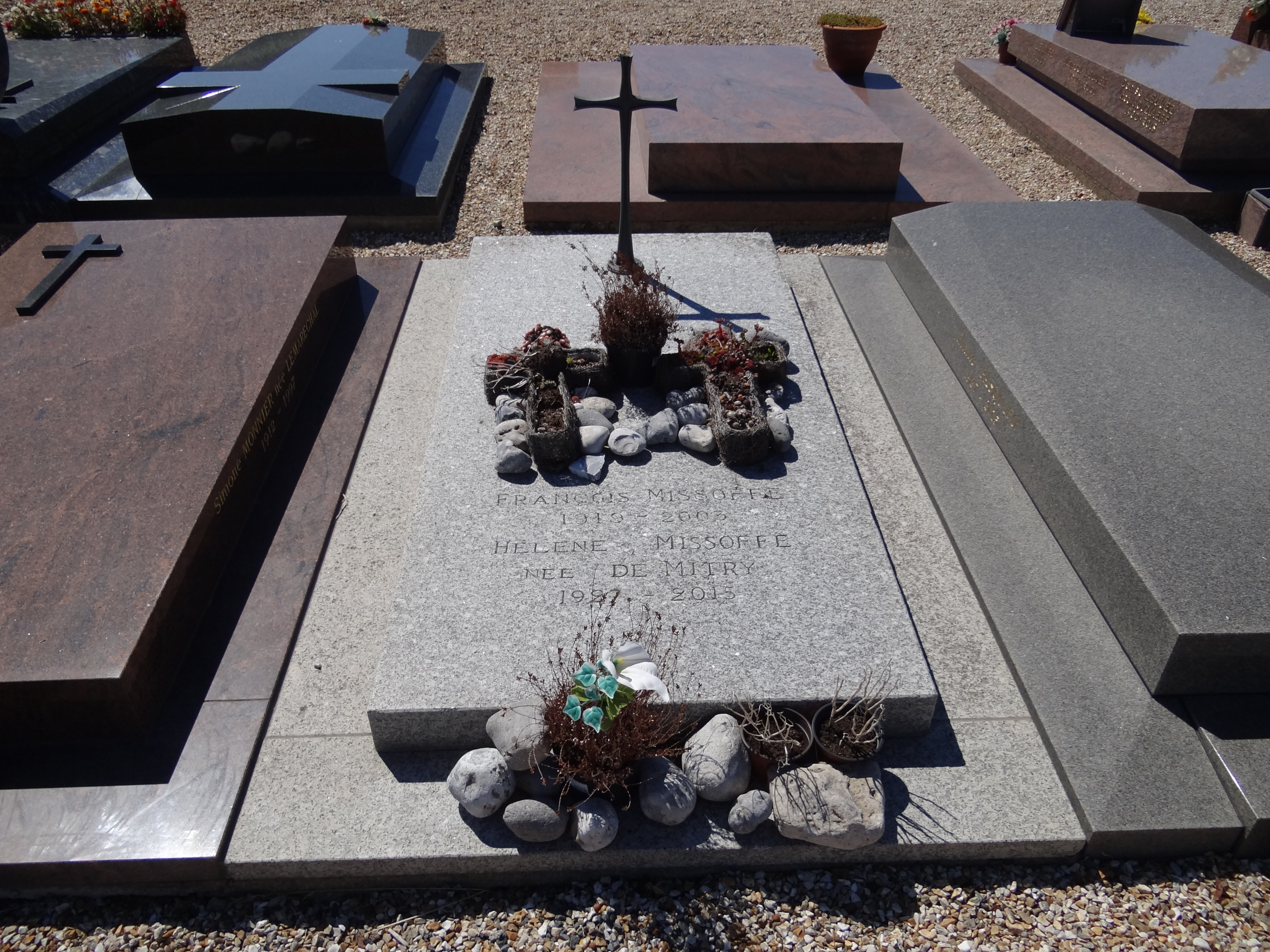
La tombe de François Missoffe et d'Hélène Missoffe au cimetière du nord à Saint-Pierre-en-Port (Seine-Maritime).

Hélène Missoffe est réélue députée dans sa circonscription le 19 mars 1978 avec 55,4 % des voix. Lors des élections législatives de 1981, elle est à nouveau réélue avec 52,4 % des suffrages exprimés au second tour. Elle est réélue conseillère de Paris en 1983.
Élue au conseil régional d'Île-de-France en 1981, elle en est la vice-présidente de 1982 à 1986.
Lors du mouvement pour l'école libre en 1984, elle préside l'association parlementaire pour la liberté de l'enseignement (APLE), qui milite contre le projet de loi Savary.
Faute de place éligible sur la liste RPR aux élections législatives à Paris en 1986, Hélène Missoffe obtient une investiture dans le Val-d'Oise aux côtés de Jean-Pierre Delalande. Sa nomination est mal accueillie par certains élus de droite locaux, qui protestent en présentant deux listes dissidentes. Hélène Missoffe est cependant élue députée le 16 mars.
Le 29 septembre 1986, elle se démet de son mandat de députée après sa victoire aux élections sénatoriales dans le Val-d’Oise.  Elle rejoint le groupe du RPR au Sénat, dont elle devient la vice-présidente, et siège à la commission des Affaires sociales.
Elle renonce à se représenter en 1995 et quitte la vie politique.

## Décoration
- Officière de la Légion d'honneur[10].

## Hommages
- Rue Hélène-et-François-Missoffe dans le 17e arrondissement de Paris[11].